# Fekete Veronika
Fekete Veronika (Budapest, 1958. április 5. –) opera-énekesnő (drámai koloratúrszoprán).

## Pályafutása
1978 és 1982 között előbb a Bartók Béla Zeneművészeti Szakközépiskolában tanult énekelni Gönczi Zsuzsánál, ezt követően Kapitánffyné Katona Magda és Illyés Ilona voltak a magántanárai. 1985-től dr. Sipos Jenőnél képezte magát tovább. 1980 és 1982 között az Operaház énekkari tagja volt, majd 1982-től magánénekese. Mozart, Verdi, Erkel és Wagner több operájában énekelt főszerepet Magyarországon és külföldön egyaránt. Hollandiában mint vendégszereplő harmincszor énekelte az Éj királynőjét. Énekelt Németországban, Ausztriában, Írországban, Liechtensteinben, Svájc több nagyvárosában és Prágában. Munkatársai voltak: Rico Saccani, Gustav Kuhn, Anton Guadagno, A. Moshe karmesterek és C. Merrett, C. Colombara, G. Zancanaro, K. Ricciarelli, D. Munoz, G. Dimithrova, E. Grisales és P. Giuliacci énekesek.

## Fontosabb szerepei
- Az Éj királynője (Wolfgang Amadeus Mozart: A varázsfuvola)
- Szilágyi Erzsébet (Erkel Ferenc: Hunyadi László)
- Anna (Verdi: Nabucco)
- Mennyei hang (Verdi: Don Carlos)
- Helmwige (Wagner: A Walkür)
- Az erdei madár hangja (Wagner: Siegfried)
- Turandot hercegnő (Puccini: Turandot)
- III. Norna (Wagner: Az istenek alkonya)
- Lady Macbeth (Verdi: Macbeth)

## Díjak, elismerések
- Székely Mihály-emlékplakett (1990)